# Mont Noble
Mont Noble är en bergstopp i Schweiz.   Den ligger i distriktet Hérens och kantonen Valais, i den södra delen av landet, 80 km söder om huvudstaden Bern. Toppen på Mont Noble är 2 654 meter över havet, eller 155 meter över den omgivande terrängen. Bredden vid basen är 1,2 km.
Terrängen runt Mont Noble är huvudsakligen mycket bergig. Närmaste större samhälle är Sion, 10,3 km väster om Mont Noble. 
Trakten runt Mont Noble består i huvudsak av gräsmarker. Runt Mont Noble är det glesbefolkat, med 8 invånare per kvadratkilometer.